# 최학락
최학락(1964년 ~ )은 대한민국의 영화 배우이다.

## 출연작

### 영화
- 1989년 《비 오는 날 수채화》... 칼잡이 역
- 1991년 《가을 여행》... 국영 역
- 1992년 《걸어서 하늘까지》(특별출연)
- 1994년 《게임의 법칙》... 영환 역
- 1995년 《누가 나를 미치게 하는가》
- 1995년 《배꼽버스》... 왕걸
- 1996년 《은행나무 침대》... 영철 동생 역
- 1996년 《투캅스 2》... 중간 보스 역
- 1997년 《지상만가》... 장현 역
- 2012년 《네모난원》
- 2013년 《더 파이브》... 정도 역

### TV 드라마
- 2000년 KBS2 월화드라마 《성난 얼굴로 돌아보라》

### 연극
- 1989년 《만드라골라》
- 1993년 《런던 양아치》